# 1975–1976-os kupagyőztesek Európa-kupája
A Kupagyőztesek Európa-kupája 1975–1976-os szezonja a KEK 16. kiírása volt. A kupát a belga RSC Anderlecht nyerte egy gólgazdag döntőben az angol West Ham United ellen. Az Anderlecht a következő két szezonban is döntős volt, amikből a másodikat meg is nyerte.

## Első kör
| 1. csapat           | Össz. | 2. csapat               | 1. mérk. | 2. mérk. |
| ------------------- | ----- | ----------------------- | -------- | -------- |
| Spartak Trnava      | 0–3   | Boavista FC             | 0–0      | 0–3      |
| Valur               | 0–9   | Celtic FC               | 0–2      | 0–7      |
| Beşiktaş JK         | 0–6   | ACF Fiorentina          | 0–3      | 0–3      |
| Panathinaikósz      | 0–2   | BSG Sachsenring Zwickau | 0–0      | 0–2      |
| Rapid Bucureşti     | 1–2   | RSC Anderlecht          | 1–0      | 0–2      |
| FK Borac Banja Luka | 14–1  | US Rumelange            | 9–0      | 5–1      |
| Wrexham AFC         | 3–2   | Djurgårdens IF          | 2–1      | 1–1      |
| Skeid               | 1–8   | Stal Rzeszów            | 1–4      | 0–4      |
| SK Sturm Graz       | 3–2   | PFK Szlavija Szofija    | 3–1      | 0–1      |
| Haladás VSE         | 8–1   | Valletta                | 7–0      | 1–1      |
| FC Basel            | 2–3   | Atlético Madrid         | 1–2      | 1–1      |
| Eintracht Frankfurt | 11–3  | Coleraine FC            | 5–1      | 6–2      |
| Vejle BK            | 0–4   | FC Den Haag             | 0–2      | 0–2      |
| Home Farm FC        | 1–7   | RC Lens                 | 1–1      | 0–6      |
| Ararat Jerevan      | 10–1  | Anórthoszi Ammohósztu   | 9–0      | 1–1      |
| Lahden Reipas       | 2–5   | West Ham United         | 2–2      | 0–3      |

## Második kör
| 1. csapat       | Össz.                 | 2. csapat               | 1. mérk. | 2. mérk. |
| --------------- | --------------------- | ----------------------- | -------- | -------- |
| Boavista FC     | 1–3                   | Celtic FC               | 0–0      | 1–3      |
| ACF Fiorentina  | 1–1 (11-esekkel: 4–5) | BSG Sachsenring Zwickau | 1–0      | 0–1      |
| RSC Anderlecht  | 3–1                   | FK Borac Banja Luka     | 3–0      | 0–1      |
| Wrexham AFC     | 3–1                   | Stal Rzeszów            | 2–0      | 1–1      |
| SK Sturm Graz   | 3–1                   | Haladás VSE             | 2–0      | 1–1      |
| Atlético Madrid | 1–3                   | Eintracht Frankfurt     | 1–2      | 0–1      |
| FC Den Haag     | 6–3                   | RC Lens                 | 3–2      | 3–1      |
| Ararat Jerevan  | 2–4                   | West Ham United         | 1–1      | 1–3      |

## Negyeddöntő
| 1. csapat      | Össz.     | 2. csapat               | 1. mérk. | 2. mérk. |
| -------------- | --------- | ----------------------- | -------- | -------- |
| Celtic FC      | 1–2       | BSG Sachsenring Zwickau | 1–1      | 0–1      |
| RSC Anderlecht | 2–1       | Wrexham AFC             | 1–0      | 1–1      |
| SK Sturm Graz  | 0–3       | Eintracht Frankfurt     | 0–2      | 0–1      |
| FC Den Haag    | 5–5 (ig.) | West Ham United         | 4–2      | 1–3      |

## Elődöntő
| 1. csapat               | Össz. | 2. csapat       | 1. mérk. | 2. mérk. |
| ----------------------- | ----- | --------------- | -------- | -------- |
| BSG Sachsenring Zwickau | 0–5   | RSC Anderlecht  | 0–3      | 0–2      |
| Eintracht Frankfurt     | 3–4   | West Ham United | 2–1      | 1–3      |

## Döntő
| 1976. május 5. 20:15 |

| West Ham United        | 2–4   | Anderlecht                               |
| ---------------------- | ----- | ---------------------------------------- |
| Holland 28' Robson 68' | (1–1) | Rensenbrink 42' 73' Van der Elst 48' 88' |

| Heysel Stadion, Brüsszel Nézőszám: 51 296 Játékvezető: Robert Wurtz (francia) |

| Az 1975–1976-os kupagyőztesek Európa-kupája győztese |
| ---------------------------------------------------- |
| RSC Anderlecht 1. cím                                |